# Roger Tallroth
Kurt Stefan Roger Tallroth (ur. 28 września 1960 w Heby) – szwedzki zapaśnik. Srebrny medalista olimpijski z Los Angeles.
Brał udział w dwóch igrzyskach (IO 84, IO 88). Walczył w stylu klasycznym, w 1984 zdobywając srebro w wadze półśredniej, do 74 kilogramów (cztery lata później był siódmy). Na mistrzostwach świata najlepszym jego wynikiem było czwarte miejsce w 1981. Był medalistą mistrzostw Europy, w 1984 wywalczył złoto, w 1982 i 1986 srebro. Trzeci w Pucharze Świata w 1985. Zdobył sześć medali na mistrzostwach nordyckich w latach 1978 - 1987.
Ośmiokrotny mistrz Szwecji w latach: 1982 – 1988 i 1992